# Абу-эль-Бухуш
Абу-эль-Буху́ш (араб. أبو البخوش‎) — нефтегазоконденсатное месторождение в ОАЭ. Открыто в 1969 году. Плотность нефти составляет 0,8602-0,8762 г/см3 или 32° API. Начальные запасы нефти составляют 200 млн тонн, а газа — 30 млрд м³.
Оператором месторождении является французская нефтяная компания Total.